# Sapa (bedrijf)

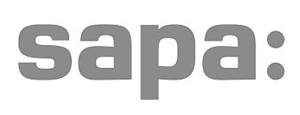
Logo van Sapa

Sapa is een Zweeds bedrijf dat aluminium verwerkt.
Dit bedrijf is gestart in 1963 met een productiebedrijf in de Zweedse plaats Vetlanda. Sedertdien is het door tal van overnames een concern geworden dat activiteiten in vele landen ontplooit. Tegenwoordig heeft het 23.500 werknemers wereldwijd en het bezit de divisies profielen, bouwmaterialen, en warmteoverdracht. Het hoofdkantoor bevindt zich in Oslo.

## Vestigingen
In de Benelux heeft Sapa de volgende vestigingen:
- In Drunen bevindt zich een fabriek voor aluminium profielen en voor masten, zoals voor lichtmasten (lantaarnpalen). Dit bedrijf was voorheen onderdeel van Alcoa.
- In Harderwijk bevindt zich een fabriek voor aluminium profielen.Dit bedrijf was voorheen onderdeel van Alcoa.
- In Hoogezand werd in 1985 Scandex Aluminium overgenomen. Dit bedrijf heeft 180 werknemers en vervaardigt aluminium profielen.
- In Lichtervelde werd in 2003 het bedrijf Remi Claeys Aluminium overgenomen. Dit vervaardigt hoogfrequent gelaste aluminium buizen.